# Picco Shota Rustaveli
Il Picco Shota Rustaveli (in russo Пик Шота Руставели?; in georgiano შოთა რუსთაველის მწვერვალი?) è una delle vette del Muro di Bezengi della Catena del Caucaso. È alto 4860 m e si trova nella Cabardino-Balcaria (Russia) al confine con la Mingrelia-Alta Svanezia (Georgia). È considerata la nona vetta più alta del Caucaso.
È stato intitolato al poeta georgiano del XII secolo Shota Rustaveli.